# Lukas Holliger
Lukas Holliger (* 21. August 1971 in Basel) ist ein Schweizer Dramatiker, Dramaturg, Autor von Prosa und Redakteur.

## Leben
Holliger wuchs in Basel auf, wo er in seiner Jugend bei der Knabenkantorei Basel sang. Nach der Matura 1991 studierte er zunächst an der Universität Basel Germanistik, Kunstgeschichte und Historik.
Von 1993 bis 1995 machte er Regie-Hospitanzen am Theater Basel. 1999 bis 2003 war er Co-Leiter des von Regisseur Werner Düggelin mitbegründeten „raum33“ in Basel, und dort zusammen mit den Regisseurinnen Monika Neun und Ursina Greuel Mitbegründer und Leiter der preisgekrönten Uraufführungsreihe „Anti-Schublade“. 1999 bis 2008 war er Co-Leiter der Autorenwerkstatt am Theater Basel. 2000/2001 Stipendiat beim Dramenprozessor des Theaters an der Winkelwiese, Zürich. 2003 Stipendiat der Masterclass 6 unter der Leitung der österreichischen Autorin Marlene Streeruwitz. Von 2000 bis 2005 war er Kulturredaktor beim Schweizer Fernsehen DRS, wo er zusammen mit Luc Bondy, Iso Camartin und Michael Schindhelm arbeitete. 2004–2012 war er in der Auswahlgruppe der Theatertage Basel „TREIBSTOFF“ tätig. Seit 2006 ist Holliger Redaktor der Abteilung Hörspiel & Satire beim Schweizer Radio und Fernsehen SRF. Seine Theaterstücke sind beim Münchner Theaterstückverlag Korn-Wimmer verlegt. Im Jahr 2004 heiratet Holliger die tschechische Sängerin und Komplementärtherapeutin Veronika Holliger-Jenšovská, 2007 wurde ihr Kind Janek Holliger geboren.

## Auszeichnungen/Nominierungen
- Premio – Schweizer Förderpreis für junges Theater (2000)
- Förderpreis Literatur des Kantons Basel-Landschaft (2003)
- Nominierung als bester Nachwuchsautor im Theater-heute-Jahrbuch (2003)
- Heidelberger Stückemarkt (Nominierung; 2005)
- Kleist-Förderpreis (Nominierung; 2005)
- Stück auf!, Schauspiel Essen. Publikumspreis und Preis der Jugend-Jury (2013)
- Nominiert für den Hörspielpreis der Kriegsblinden 2013
- Silber beim Internationalen Hörspielpreis "Grand Prix Nova", Budapest 2017
- Nominiert zum Schweizer Buchpreis 2017 für Das kürzere Leben des Klaus Halm
- ARD-Online-Award 2017 für das Hörspiel Verfluchtes Licht

## Werke

### Theaterstücke (Auswahl)
- Silberne Hochzeit (uraufgeführt 2001 Raum33, Basel, Dt. Erstaufführung Bremer Theater 2003)
- Toter Pullover (uraufgeführt 2002 Theater St. Gallen)
- Lieb mi! (uraufgeführt 2002, junges theater basel, Regie: Sebastian Nübling)
- Letzte Worte eines Schweizers mit Kreuz (uraufgeführt 2003 am Luzerner Theater)
- Explodierende Pottwale (uraufgeführt 2007 am Schauspiel Leipzig, Regie: Wulf Twiehaus)
- Angst verboten (uraufgeführt 2007 am Bremer Theater)
- Menschliches Versagen (Uraufführung 2009 am Theater Konstanz, Regie: Wulf Twiehaus)
- Monster zertrampeln Hochhäuser (Uraufführung 2015 ARGEkultur Salzburg, Regie: Michael Kolnberger)
- Am Feuer (uraufgeführt 2016 in der Stückbox, Basel, Neues Theater Dornach, Regie: Ursina Greuel)
- Ja oder Nein (uraufgeführt 2022 am sogar theater Zürich, Regie Ursina Greuel)

### Libretti
- Der falsche Tod (Musik von Matthias Heep, uraufgeführt 2001, Europäischer Musikmonat Basel)
- Der schwarze Mozart (Musik von Andreas Pflüger, uraufgeführt 2006, Kaserne Basel)
- Zaide von W. A. Mozart, Melologe und Dialoge (uraufgeführt 2008 Staatsoper Stuttgart, junge Oper)

### Hörspiele
- 2004 Silberne Hochzeit, Regie: Stephan Heilmann, Musik: Martin Schütz, Mit Sandra Hüller, Klaus Brömmelmeier, Nikola Weisse und Norbert Schwientek Produktion: DRS.
- 2004 Letzte Worte eines Schweizers mit Kreuz, Regie: Stephan Heilmann, Mit Sandra Hüller, Klaus Brömmelmeier, Sebastian Rudolph, Simona Ryser Musik: Martin Schütz, Produktion: DRS.
- 2007 Angst verboten, Regie: Stephan Heilmann, Musik: Martin Schütz, Produktion: DRS.
- 2007 Clara fliegt zum Mars, Regie: Stephan Heilmann, Musik: Philipp Schaufelberger, mit Bibiana Beglau. Produktion: DRS.
- 2010 Seelenverwandtschaft (Reihe Schreckmümpfeli), Regie: Isabel Schaerer, Produktion: DRS.
- 2012 Menschliches Versagen, Hörspiel zum Flugzeugunglück von Überlingen, Regie: Stephan Heilmann, Musik: Jens Kocher, Produktion: SRF/SWR.
- 2016 Falscher Alarm – Radio-Feature zum 30. Jahrestag des Chemiebrands bei Schweizerhalle, Regie: Lukas Holliger, Originalmusik & Sounddesign: Martin Bezzola, Produktion SRF.
- 2017 Verfluchtes Licht, Regie: Mark Ginzler, Komposition: Andreas Bernhard, Länge: 56'50, Produktion SRF.[1]
- 2018 Verfluchte Hitze, Regie: Mark Ginzler, Komposition: Andreas Bernhard, Länge: 56'32, Produktion SRF. Mit Martin Engler, Holger Kunkel, Tanja Schleiff, Thomas Sarbacher, Robert Dölle.[2]
- 2019 Verfluchtes Gift, Regie: Mark Ginzler, Komposition: Andreas Bernhard. Mit Martin Engler, Holger Kunkel, Tanja Schleiff, Robert Dölle, Elias Eilinghoff, Isabelle Menke, Liliane Amuat, Inga Eickemeier, Max Rothbart, Mona Petri, Dirk Glodde, Barbara Horvath, Michael Wächter, Vincent Glander, Florian von Manteuffel, Janek Holliger Produktion SRF, Ursendung: 23. Juni 2019.[3]
- 2020–2021 Der dunkle Kongress, Das dritte Ohr, Der letzte Tychler, Trilogie für den ARD Radio-Tatort. Co-Autoren: Gion Mathias Cavelty und Matthias Berger. Regie: Susanne Janson, Komposition Ulrich Bassenge, Produktion SRF.
- 2022 Phantomschmerz (Folge 19 der SRF Podcast-Reihe "Grauen"), Regie: Wolfram Höll und Mark Ginzler, Produktion: SRF.

### Prosa
- 2015 Glas im Bauch – Betrachtungen durch verschluckte Brillen, Prosaminiaturen, Edition Meerauge, Klagenfurt, ISBN 978-3-7084-0552-0.
- 2017 Das kürzere Leben des Klaus Halm, Roman, Zytglogge Verlag, Basel, ISBN 978-3-7296-0949-5.
- 2021 Unruhen, Erzählungen, Edition Meerauge, Klagenfurt, ISBN 978-3-7084-0657-2.
- 2024 1983. Verfluchte Hitze. Roman. Rotpunktverlag, Zürich, ISBN 978-3-03973-017-9.
- 2025 Mensch mit Senf, 158 Portraits. Prosaminiaturen und Zeichnungen, Edition Meerauge, Klagenfurt, ISBN 978-3-7084-0710-4.